# المحديدة (الشغادرة)

تعديل مصدري - تعديل

المحديدة هي إحدى قرى عزلة قلعة حميد بمديرية الشغادرة التابعة لمحافظة حجة، بلغ تعداد سكانها 279 نسمة حسب تعداد اليمن لعام 2004.